# Protokol za komunikaciju
Mrežni protokol je specifikacija za standardizovane pakete podataka koji omogućavaju razmenu informacija među mrežama. Protokol predstavlja skup pravila i konvencija za slanje informacija preko mreže. Protokoli se mogu selektivno dodavati i uklanjati na svim mrežnim i interfejsima na serveru. Paketi informacija kreću se uz stek protokola, niz njega, kao i kroz medijume za prenos.

## Definicija mrežnog protokola
Protokol definiše format i redosled poruka koje se razmenjuju između dva ili više komunikacionih entiteta, kao i akcije koje se preduzimaju prilikom predaje ili prijema poruke ili nekog drugog događaja.
Svakom aktivnošću na Internetu koja podrazumeva komunikaciju dva ili više udaljenih entiteta upravlja protokol. Na primer: protokoli u ruterima određuju putanju paketa od njegovog izvora do odredišta, protokol za kontrolu zagušenja saobraćaja u krajnjim sistemima kontroliše brzinu prenosa paketa između pošiljaoca i primaoca itd.
Ovladavanje oblašću umrežavanja računara praktično bi se moglo poistovetiti sa razumevanjem svih aspekata mrežnih protokola.
- je jedan od protokola koje podržava Windows operativni sistem, i na koji se oslanja kod prijavljivanja, kod usluga vezanih za datoteke i štampanje, preslikavanje informacija među kontrolerima domena i kod drugih uobičajenih funkcija.
- - asinhroni režim prenosa.
- - međumrežna razmjena paketa/sekvencionalna razmjena paketa.
- - poboljšani NetBios korisnički interfejs.
- - kontrola veze za prenos podataka.
- - udruženje proizvođača opreme za infracrveni prenos podataka.
-- - sistemska mrežna arhitektura

## Internet protokol stek
- Aplikativni sloj: podržava mrežne aplikacije (FTP, SMTP, STTP)
- Transportni sloj: prenos podataka od hosta do hosta (TCP, UDP)
- Mrežni sloj - mreža: rutira datagrame od izvora do odredišta (IP protokol)
- Sloj linka: prenos podataka između susednih elemenata mreže (PPP, Ethernet)
- Fizički sloj: prenos bita preko medija